# Extremisme
L'extremisme és una ideologia política considerada radical o allunyada del centre, sigui pels seus partidaris o, més sovint per les connotacions negatives del terme, pels seus detractors. Es caracteritza pel qüestionament de l'ordre moral i institucional establert i pot emprar la violència, verbal o física, per assolir els seus objectius. S'associa al dogmatisme en el pensament i la inflexibilitat en els plantejaments, pel rebuig del consens establert. S'oposa al terme de "moderat".
S'han caracteritzat d'extremismes el fonamentalisme de tots els signes, l'extrema dreta i l'extrema esquerra polítiques així com certs moviments antiglobalització. El feixisme en els seus diferents vessants es considera també extremisme.